# Tijgersprongkloof

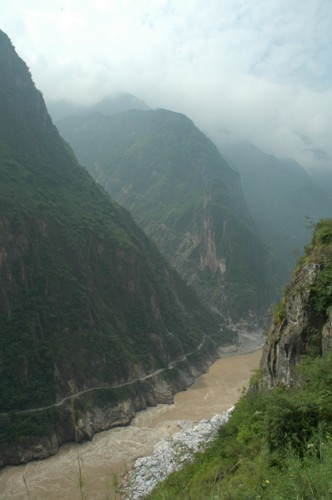
De Yangtze op de bodem van de kloof Hutiao Xia.

De Tijgersprongkloof (Chinees: 虎跳峡, pinyin: hǔtiàoxiá) is een ongeveer 15 km lange kloof van de rivier de Yangtze in het noordwesten van de Chinese provincie Yunnan. De naam komt voort uit een legende dat een tijger naar de overkant kan springen. De kloof is het doorbraakdal waar de Yangtze, de grootste rivier van China, van west naar oost de bergketen van de Yunling Shan doorsnijdt. Het hoogste punt van deze bergketen, de Yulong Xueshan ("sneeuwberg van de jaden draak", 5596 m hoog) ligt pal ten zuiden van de kloof. Vanaf de top naar de dalbodem is de diepte van de tijgersprongkloof ongeveer 3900 m. Op die manier gemeten is het een van de diepste kloven ter wereld. Waar de rivier de kloof binnenstroomt is de hoogte ongeveer 1800 m, bij de uitgang ongeveer 1600 m, zodat het verval in de kloof ongeveer 200 m bedraagt. Hoewel dit deel van de Yangtze nog tot de bovenloop behoort, is het watervolume dat zich door de kloof baant indrukwekkend, met name gedurende de moesson.
Over de gehele lengte is de kloof door een weg ontsloten. De hellingen van de kloof vormen een populair wandelgebied dat toeristen trekt vanwege de uitzichten op de kloof en de besneeuwde rotswanden van de Yulong Xueshan. Plannen voor de aanleg van een grote stuwdam bedreigden het voortbestaan van de kloof maar het project werd in 2007 geschrapt.